# الغرار (القفر)

تعديل مصدري - تعديل

الغرار محلة تابعة لقرية الغربي، التابعة لعزلة بني ساوي بمديرية القفر إحدى مديريات محافظة إب في الجمهورية اليمنية، بلغ تعداد سكانها 30 حسب تعداد اليمن لعام 2004.